# Британско първенство по снукър
Британското първенство (на английски: UK Championship) е професионално състезание по снукър
То е 5-о от 8-те ранкинг състезания. Обикновено е смятано за най-престижното след Световното първенство. От 2011 г. се провежда в Йорк (York), преди това е провеждано в Телфорд (Telford), пак в Йорк, Борнмът (Bournemouth), Престън (Preston), Блакпул (Blackpool).

## История
Първият турнир на Британското първенство е проведено през 1977 г., като в него са участвали само британски жители. Тогава Патси Фейгън спечели, побеждавайки Дъг Маунтджой с 12 – 9 фрейма и печели 2000 £.
Правилата са променени през 1984 г., позволявайки на всички професионалисти да участват (въпреки че до 2005 г., участват само играчи от Великобритания и Ирландия) в турнира. Британското първенство носи 1,5 пъти повече точки от всеки друг турнир, валиден за ранкинг системата. Изключение прави само Световното първенство, където точките се удвояват. Британското първенство дава много забележителни финални мачове. През 1980 г. Стив Дейвис печели първия си професионален турнир по σнукър. Година по-късно отново победител е Стив Дейвис, след като убедително побеждава Тери Грифитс с 16 – 3 фрейма. На следващата година Тери Грифитс се реваншира и успява да превземе върха на Британското първенство след трудна победа над Алекс Хигинс с 16 – 15 фрейма.
През 1983 г., Алекс Хигинс побеждава Стив Дейвис 16 – 15 фрейма, след като губи със 7 – 0 фрейма в края на първата сесия. Все пак през следващите 4 години (от 1981 до 1985) Стив Дейвис е господар на турнира с победи съответно над Алекс Хигинс, Уили Торн, Нийл Фолдс и Джими Уайт.
През 1988 г. Дъг Маунтджой побеждава новия господар на световния снукър Стивън Хендри с 16 – 12 фрейма. След този полуфинал Хендри има още 8 такива, печелейки 4 от тях – през 1989, 1990, 1984 и 1985 г. Финалист е бил през 1993, 1997, 2003 и 2006 г.
През 1989 г. финалът е уелски, като противопоставя Марк Уилямс и Матю Стивънс. Уилямс печели с 10 – 8 фрейма. Така задържат титлата от Британското първенство в рамките на Обединеното кралство. Единственият дотогава „чужденец“, тоест състезател, който не е от Великобритания, печелил състезанието е Дин Джънхуй през 2005 г. На финала той побеждава опитния Стив Дейвис с 10 – 6 фрейма. Това е първи финал на Стив Дейвис след почти 2-годишно прекъсване. Тогава ветеранът Стив е на 48 години. Интересното е, че Дин е само на 18 години и разликата във възрастта е най-голяма между участници е един финал – 30 години!
Кен Дохърти е играча, който има 3 финала на Британското първенство, но така и не успява да превземе върха. През 1994 г. е победен от Стивън Хендри с 10 – 5 фрейма, през 2001 г. отстъпва на Рони О'Съливан след размазващото 10 – 1, а година по-късно, 2002, от Марк Уилямс след оспорвана среща и резултат 10 – 9 фрейма.
Рони О'Съливан печели 4 пъти турнира. „Ракетата“ постига това през 1993, 1997, 2001 и 2007 г. с победи съответно над два пъти над Стивън Хендри, Кен Дохърти и Стивън Магуайър.
На Британското първенство през 2007 г. се изиграва най-дългия фрейм в историята в телевизионно излъчване на мач по снукър. Играчите, замесени в това постижение, са Марко Фу и Марк Селби, а самият фрейм продължава от 77 минути. През същото издание на турнира Рони О'Съливан постига своя седми максимален брейк от 147.
Турнирът е имал много различни спонсори през годините, включително Coral, Tennents, StormSeal, Royal Liver Assurance, Liverpool Victoria, PowerHouse, Travis Perkins и Maplin Electronics, спонсориран от Maplin Electronics.

## Победители
| Година           | Победител        | Опонент          | Резултат         | Сезон            |
| неранкинг рурнир | неранкинг рурнир | неранкинг рурнир | неранкинг рурнир | неранкинг рурнир |
| ---------------- | ---------------- | ---------------- | ---------------- | ---------------- |
| 1977             | Патси Фейгън     | Дъг Маунтджой    | 12 – 9           | 1977/78          |
| 1978             | Дъг Маунтджой    | Дейвид Тейлър    | 15 – 9           | 1978/79          |
| 1979             | Джон Вирго       | Тери Грифитс     | 14 – 13          | 1979/80          |
| 1980             | Стив Дейвис      | Алекс Хигинс     | 16 – 6           | 1980/81          |
| 1981             | Стив Дейвис      | Тери Грифитс     | 16 – 3           | 1981/82          |
| 1982             | Тери Грифитс     | Алекс Хигинс     | 16 – 15          | 1982/83          |
| 1983             | Алекс Хигинс     | Стив Дейвис      | 16 – 15          | 1983/84          |
| ранкинг турнир   |                  |                  |                  |                  |
| 1984             | Стив Дейвис      | Алекс Хигинс     | 16 – 8           | 1984/85          |
| 1985             | Стив Дейвис      | Уил Торн         | 16 – 14          | 1985/86          |
| 1986             | Стив Дейвис      | Нийл Фолдс       | 16 – 7           | 1986/87          |
| 1987             | Стив Дейвис      | Джими Уайт       | 16 – 14          | 1987/88          |
| 1988             | Дъг Маунтджой    | Стивън Хендри    | 16 – 12          | 1988/89          |
| 1989             | Стивън Хендри    | Стив Дейвис      | 16 – 12          | 1989/90          |
| 1990             | Стивън Хендри    | Стив Дейвис      | 16 – 15          | 1990/91          |
| 1991             | Джон Парът       | Джими Уайт       | 16 – 13          | 1991/92          |
| 1992             | Джими Уайт       | Джон Парът       | 16 – 9           | 1992/93          |
| 1993             | Рони О'Съливан   | Стивън Хендри    | 10 – 6           | 1993/94          |
| 1994             | Стивън Хендри    | Кен Дохърти      | 10 – 5           | 1994/95          |
| 1995             | Стивън Хендри    | Питър Ебдън      | 10 – 3           | 1995/96          |
| 1996             | Стивън Хендри    | Джон Хигинс      | 10 – 9           | 1996/97          |
| 1997             | Рони О'Съливан   | Стивън Хендри    | 10 – 6           | 1997/98          |
| 1998             | Джон Хигинс      | Матю Стивънс     | 10 – 6           | 1998/99          |
| 1999             | Марк Уилямс      | Матю Стивънс     | 10 – 8           | 1999/00          |
| 2000             | Джон Хигинс      | Марк Уилямс      | 10 – 4           | 2000/01          |
| 2001             | Рони О'Съливан   | Кен Дохърти      | 10 – 1           | 2001/02          |
| 2002             | Марк Уилямс      | Кен Дохърти      | 10 – 9           | 2002/03          |
| 2003             | Матю Стивънс     | Стивън Хендри    | 10 – 8           | 2003/04          |
| 2004             | Стивън Магуайър  | Дейвид Грей      | 10 – 1           | 2004/05          |
| 2005             | Дин Джънхуй      | Стив Дейвис      | 10 – 6           | 2005/06          |
| 2006             | Питър Ебдън      | Стивън Хендри    | 10 – 6           | 2006/07          |
| 2007             | Рони О'Съливан   | Стивън Магуайър  | 10 – 2           | 2007/08          |
| 2008             | Шон Мърфи        | Марко Фу         | 10 – 9           | 2008/09          |
| 2009             | Дин Джънхуй      | Джон Хигинс      | 10 – 8           | 2009/10          |
| 2010             | Джон Хигинс      | Марк Уилямс      | 10 – 9           | 2010/11          |
| 2011             | Джъд Тръмп       | Марк Алън        | 10 – 8           | 2011/12          |
| 2012             | Марк Селби       | Шон Мърфи        | 10 – 6           | 2012/13          |
| 2013             | Нийл Робъртсън   | Марк Селби       | 10 – 7           | 2013/14          |
| 2014             | Рони О'Съливан   | Джъд Тръмп       | 10 – 9           | 2014/15          |
| 2015             | Нийл Робъртсън   | Лян Уънбо        | 10 – 5           | 2015/16          |
| 2016             | Марк Селби       | Рони О'Съливан   | 10 – 7           | 2016/17          |
| 2017             | Рони О'Съливан   | Шон Мърфи        | 10 – 5           | 2017/18          |
| 2018             | Рони О'Съливан   | Марк Алън        | 10 – 6           | 2018/19          |
| 2019             | Дин Джънхуй      | Стивън Магуайър  | 10 – 6           | 2019/20          |
| 2020             | Нийл Робъртсън   | Джъд Тръмп       | 10 – 9           | 2020/21          |
| 2021             | Джао Синтонг     | Лука Бресел      | 10 – 5           | 2021/22          |

| Портал | В Портал Снукър можете да намерите още много страници за снукър. |